# 라이브리크

라이브리크(LiveLeak)는 충격적인 보도 기사가 포함된 동영상 공유 서비스 형식의 웹사이트 (뉴스 사이트)이다.

## 같이 보기
- 위키리크스